# Katharina Petersen
Katharina Petersen (* 3. November 1889 in Kappeln; † 23. Juli 1970 in Hannover) war eine deutsche Lehrerin und Hochschullehrerin.

## Werdegang
Katharina Petersen war die Tochter eines Schulrektors. Nach dem Besuch des Lehrerinnenseminars auf Schloss Augustenburg noch im deutschen Nordschleswig wurde sie dort anschließend Dozentin, später Schulrätin in Kiel. Bereits 1922 wurde sie zur Rektorin einer Übungsschule, der späteren Pädagogischen Akademie in Kiel berufen. 1931 wurde sie dort Professorin. Vor der Machtergreifung der Nationalsozialisten erhielt sie als erste Frau in Preußen die Stelle einer Schul- und Regierungsrätin in Frankfurt (Oder). Nach dem Gesetz zur Wiederherstellung des Berufsbeamtentums vom 7. April 1933 hätte sie jedoch einen erneuten Amtseid ablegen müssen. „Sie verweigerte ihn, wie viele andere. Vor die Alternative gestellt, vorzeitig in den Ruhestand zu gehen oder eine Abstufung zur Schulrektorin zu akzeptieren […] erreichte sie einen dritten Weg: die Beurlaubung auf längere Zeit – offenbar bis März 1938.“
Auf Vorschlag von Rudolf Schlosser wurde Katharina Petersen Mitte März 1934 von den Quäkern gefragt, ob sie in den Niederlanden die Leitung der neu aufzubauenden Quäkerschule Eerde auf Schloss Eerde bei Ommen übernehmen wolle. Katharina Petersen sagte am 16. März 1934 zu und nahm Anfang April ihre Arbeit dort auf. Schloss Eerde war den niederländischen Quäkern als Schule und als Zuflucht für vom NS-Regime verfolgte deutsche und jüdische Kinder zur Verfügung gestellt worden. Sie wurde als Internatsschule im Geiste der deutschen Landerziehungsheime betrieben, bis sie auf Druck der deutschen Besatzer 1943 geschlossen werden musste.
Katharina Petersen kehrte exakt vier Jahre nach der Schulgründung, im März 1938, und nach allseits bestätigter guter Arbeit nach Deutschland zurück. Die Gründe hierfür sind unklar. Sie selbst macht in einem offenen Brief in den Eerder Berichtsblättern vom April 1938 gesundheitliche Gründe geltend. Budde sieht dagegen das Ende der Beurlaubung aus dem preußischen Staatsdienst und den möglicherweise drohenden Verlust von Pensionsansprüchen als Hauptgrund für Petersens Rückkehr nach Deutschland. Der deutsch-amerikanische Historiker Hans A. Schmitt sieht das gar als gesichert an, kann dafür aber keine Belege anführen: „The Nazis made her pension contingent on a return to Germany, and as she had no other source of income, she was forced to comply.“ Allerdings: In einem früheren Buch hatte Schmitt auch schon einmal eine ganz andere Version geliefert: „Ich habe bereits die Chefin der Schule erwähnt, Katharina Petersen, eine tatkräftige humanitäre Person, die aus Schleswig-Holstein stammte. Sie hatte Deutschland angewidert verlassen, um den Verfolgten behilflich zu sein, aber in den späten dreißiger Jahren zwang sie der Druck eines Bruders, dessen zivile Karriere ihr demonstratives Exil gefährdete, aufzugeben und nach Hause zurückzukehren.“
Was immer die Gründe für Petersens Rückkehr nach Deutschland gewesen sein mögen: Nach Budde gibt es keine Hinweise darauf, dass sie sich danach um eine Wiedereinstellung in den staatlichen Schuldienst bemüht habe. Sie arbeitete zunächst an der christlich geprägten Hamburger Elise-Averdieck-Schule, wurde ausgebombt und zog nach Berlin. Dort wurde sie Privatlehrerin für den Sohn eines Rechtsanwaltes und dessen Freund und betreute die beiden Jungen in den Wirren der letzten Kriegsjahre. Nach mehreren Stationen von Berlin in die Nähe von Breslau und wieder zurück, dann nach Hamburg, landete Petersen schließlich in Hannover.
Im Januar 1946 wurde Katharina Petersen Ministerialrätin unter dem ersten niedersächsischen Kultusminister Adolf Grimme und war in der Schulabteilung unter Günther Rönnebeck zuständig für die Volks- und Mittelschulen. Dort setzte sie sich für die Auflockerung des seinerzeit gängigen Frontalunterrichts ein sowie unter anderem für die Bildung von Schularbeitsgemeinschaften. In dieser Zeit erreicht sie abermals eine Anfrage aus Eerde, wo man nach Kriegsende versuchte, an die Traditionen der International Quakerschool anzuknüpfen:

“Es wurde sogar noch ein Versuch unternommen, die heldenhafte Vergangenheit zu erhalten, als Katharina Petersen gebeten wurde, als Direktorin zurückzukehren. Aber sie war nicht der Meinung, dass eine Deutsche so kurz nach der Besetzung eine niederländische Schule leiten sollte, und sie wollte auch keine Stelle in Deutschland aufgeben, wo kompetente Personen, die nicht durch eine Nazi-Vergangenheit belastet waren, Mangelware waren.”

1947 erwarb sie sich Verdienste um die Gründung der Städtepartnerschaft Hannover-Bristol. Ab 1951 war Petersen Mitglied im Erziehungsausschuss der Deutschen UNESCO-Kommission. Sie arbeitete mit Minna Specht zusammen, die sie im Februar 1946 bei einem Treffen mit Adolf Grimme in Hannover kennengelernt hatte. Nach 1945 war sie Mitglied der SPD, trat aber wegen der Wiederbewaffnung in der 1950ern wieder aus.
1954 ging Katharina Petersen in den Ruhestand. 1966 war sie Mitbegründerin der ersten Gruppe von Amnesty International in Hannover.

## Ehrungen

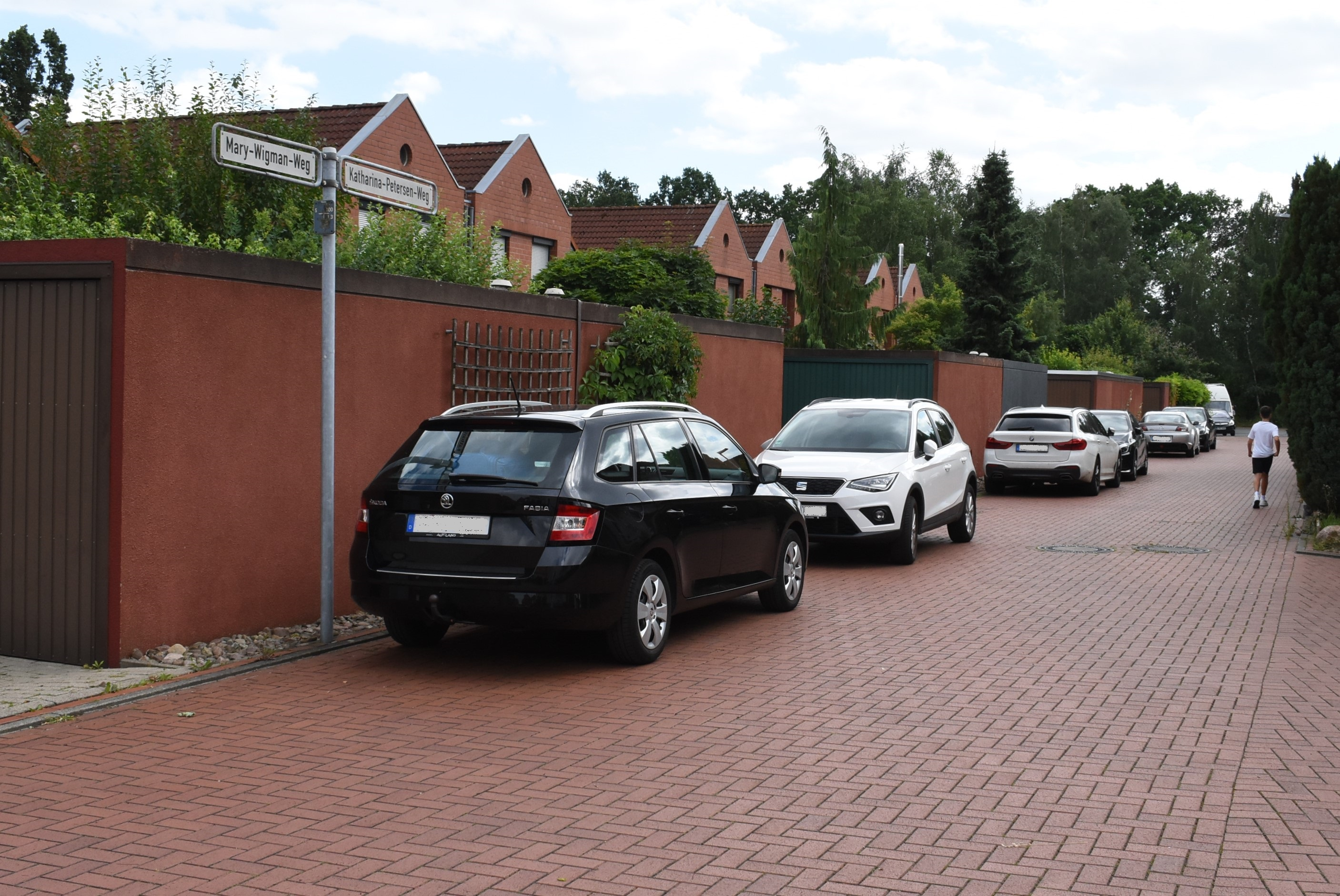
Blick in den Katharina-Petersen-Weg in Hannover-Vahrenheide

- 1958 Member of the Order of the British Empire
- 1963 Großes Verdienstkreuz der Bundesrepublik Deutschland
- Seit 1989 erinnert der Katharina-Petersen-Weg in Hannover-Vahrenheide an die Ministerialrätin.[11]

## Schriften (Auswahl)
- Das Augustenburger Lehrerinnenseminar. In: Die Heimat. Bd. 30 (1920), Nr. 1, Januar 1920, S. 1–4 (Digitalisat).